# Over the Top
Over the Top is een Amerikaanse actiefilm uit 1987 met in de hoofdrol Sylvester Stallone. De film werd geregisseerd door Menahem Golan. In 1987 verscheen ook de cd van de film met onder meer nummers van Frank Stallone, Kenny Loggins, Robin Zander en Sammy Hagar.

## Rolverdeling
| Acteur             | Personage         |
| ------------------ | ----------------- |
| Sylvester Stallone | Lincoln Hawk      |
| Robert Loggia      | Jason Cutler      |
| Susan Blakely      | Christina Hawk    |
| Rick Zumwalt       | Bob "Bull" Hurley |
| David Mendenhall   | Michael Hawk      |
| Chris McCarty      | Tim Salanger      |
| Terry Funk         | Ruker             |
| Bruce Way          | John Grizzly      |
| Jimmy Keegan       | Richie            |
| Greg Schwartz      | Smasher           |
| Allan Graf         | Collins           |
| Frank the Tank     | Frank Kiefer      |
| John Braden        | Col. Davis µ      |
| Randy Raney        | Mad Dog Madison   |
| Paolo Casella      | Carl Adams        |
| Brian Webb         | The Baby          |
| Jack Wright        | Big Bill Larson   |
| Sam Scarber        | Harry Bosco       |
| Michael Fox        | Jim Olson         |

## Trivia
- Frank Stallone, die voorkomt in de soundtrack van de film, is de jongere broer van hoofdrolspeler Sylvester Stallone.
- In 1986 verscheen er een speelgoedlijn van 'Over the Top', deze werd op de markt gebracht door de firma LewCo.